# Дом Георгиевского братства с часовней
Дом Георгиевского братства с часовней — памятник градостроительства и архитектуры в историческом центре Нижнего Новгорода. Построен в 1902—1903 годах. Автор проекта — епархиальный архитектор А. К. Никитин. В настоящее время в здании размещён 3-й корпус Мининского университета.

## История

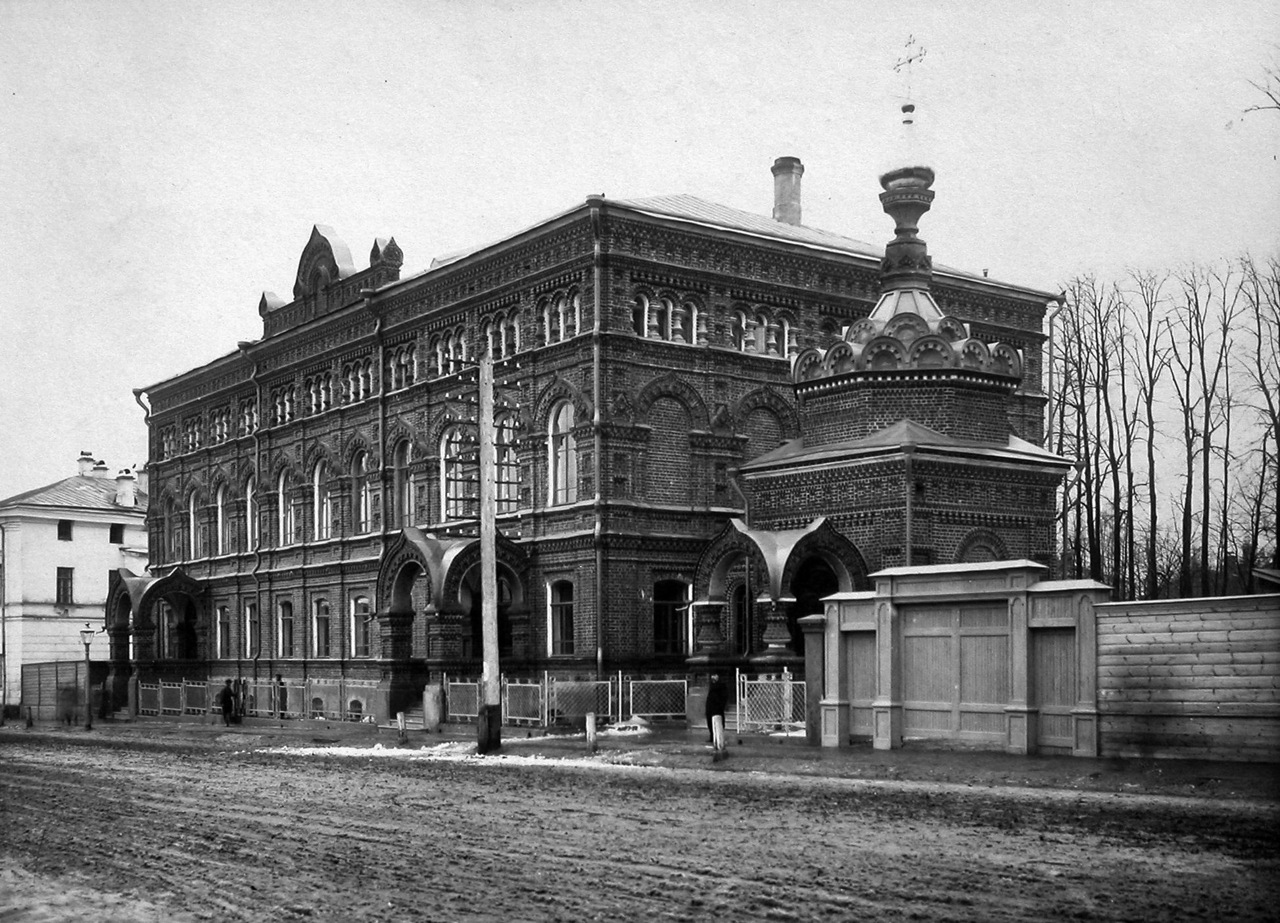
Дом Георгиевского братства. Начало XX века.

В конце XIX века в Российской империи стали возникать религиозные общественные объединения. В 1882 году в Москве было учреждено общество хоругвеносцев — постоянных участников особенно торжественных крестных шествий. В 1888 году подобное объединение открылось во Владимире, а в 1889 году — в Нижнем Новгороде. Нижегородское общество было названо Свято-Георгиевским братством, в честь великого князя Юрия (Георгия) Всеволодовича. Члены общества получили исключительное право во время крестных ходов носить стяги Нижегородских ополчений 1612 и 1812 годов, чудотворную икону Спаса Нерукотворного из одноимённой часовни у Ивановских ворот Нижегородского кремля, образ Смоленской Божией Матери из старинного Георгиевского храма и доставленную в 1891 году в город из Владимира копию с образа Юрия Всеволодовича.
Первоначально общество располагалось при резиденции епископа. С течением времени, объединение значительно расширило свою деятельность, занявшись миссионерством и просветительством, по этой причине нижегородский епископ Владимир решил выстроить для него специальное здание, где могли бы разместиться комнаты Совета братства, зал для торжественных заседаний и прений со старообрядцами о вере, классы особой миссионерской школы, библиотека с читальней.
Проект разрабатывал епархиальный архитектор А. К. Никитин. Художественное решение здания и отдельно стоящей часовни Оранской иконы Божией Матери основывалось на использовании элементов убранства русской архитектуры XVII века: килевидные наличники окон, профильные ширинки в простенках, крещатые бочки — в завершении крылец-всходов. Часовня, повторяя традиционные для шатровых храмов формы XVII века (восьмерик на четверике), получала в основании шатра два ряда декоративных кокошников.
Спроектированное в 1899 году здание начали возводить только через несколько лет: в 1900 году умер епископ Владимир, а архитектор А. К. Никитин тогда же навсегда покинул Нижний Новгород, переехав к родителям в Тулу. Продолжились работы при епископе Назарии, который выделил под строительство территорию в своём саду на Осыпной улице (сегодня — улица Пискунова) у здания Уездного училища. Фасады и план были утверждены Строительными отделами губернского правления и городской управы 14 февраля 1902 года, а 7 мая состоялась торжественная закладка фундаментов.
К концу августа 1902 года кладка стен дома была завершена и строители приступили к возведению часовни, которую выстроили вчерне к октябрю того же года. Параллельно шли отделочные работы: настилались кафельные полы, проводилось электрическое освещение, шла штукатурка и окраска стен, со стороны Осыпной улицы перед зданием устанавливали кованые решётки. Часовня была посвящена иконе Оранской Божией Матери, поэтому одноимённый монастырь способствовал созданию убранства и интерьера: подбору ценной утвари, созданию резного дубового иконостаса, среди икон которого выделялась Владимирская Божия Матерь в позолоченном серебряном окладе с цветной финифтью — дар купчихи М. И. Бочкарёвой, пожертвовавшей на строительство 10 тыс. рублей.
Строительные работы были окончены к зиме 1903 года. 23 ноября после литургии в Крестовой церкви — резиденции нижегородских епископов — епископ Назарий и викарий Балахнинский Исидор возглавили крестный ход к новопостроенному дому Георгиевского братства. Сначала была освящена часовня, затем церемония продолжилась в актовом зале самого дома.